# Шашко, Иван Иванович
Иван Иванович Шашко (1919 — 2005) — тракторист, бригадир тракторной бригады колхоза «Большевик», Герой Социалистического Труда.

## Биография
Родился 6 февраля 1916 года в с. Деревки Котелевского района Полтавской области.
Работал трактористом, был бригадиром тракторной бригады колхоза «Большевик» Котелевского района Полтавской области.
Шашко И. И. умер и похоронен в месте своего рождения.

## Награды
- Герой Социалистического Труда (1971).

## Память
В центре пгт Котельва Герою на Аллее славы установлена мемориальная стела.